# Yahya Petra di Kelantan
Il colonnello Yahya Petra Ibni Ibrahim (Kota Bharu, 10 dicembre 1917 – Kuala Lumpur, 29 marzo 1979) è stato sultano di Kelantan dal 1960 al 1979 e Yang di-Pertuan Agong della Malaysia dal 1975 al 1979.

## Origini, istruzione e carriera iniziale
Tengku Yahya Petra nacque all'Istana Balai Besar di Kota Bharu il 10 dicembre 1917. Era il secondo figlio del sultano Ibrahim IV (1897 - 1960) e dalla prima sua moglie borghese, Cik Embong binti Encik Daud (1899 - 1971), che fu poi promossa al titolo di Che Ampuan Besar dal figlio.
Il giovane Tengku Yahya Petra fu allevato dallo zio, Tengku Ismail, regnante dal 1900 al 1920 con il nome di Mohammed IV, essendo quest'ultimo senza figli. Venne inviato alla Francis Light School a Penang prima di continuare i suoi studi in Inghilterra. Suo zio, il sultano Ismail, lo nominò Tengku Temenggong il 21 luglio 1939. In seguito venne promosso a Tengku Bendahara il 6 febbraio 1945 da suo padre, il sultano Ibrahim. Servì in vari posti nel servizio civile del Kelantan dal 1941 al 1948.

## Controversia nella successione
Tengku Indra Petra era il figlio maggiore del sultano Ibrahim e dunque fratello maggiore di Yahya Petra. Dopo che il sultano Ibrahim succedette al fratello senza figli Ismail, Tengku Indra Petra venne nominato erede al trono con il titolo di Raja Muda, il 25 ottobre 1944. Tuttavia, a causa di un conflitto con il padre, fu rimosso dalla linea di successione con decreto del genitore il 1º febbraio 1948. Lo stesso giorno, Tengku Yahya Petra sostituì il fratello, assumendo il nuovo titolo di Tengku Mahkota.
Tengku Indra Petra decise quindi di intraprendere la carriera politica. Fu eletto membro del parlamento nella prima elezione legislativa federale del 1955. Da allora contestò l'esclusione dalla linea di successione al trono del Kelantan.
L'ex erede al trono non partecipò alle cerimonie di investitura del fratello e del nipote. Tengku Panglima Raja è il padre dell'ex sultana di Johor, Zanariah Binti Tengku Ahmad.

## Adesione
Yahya Petra succedette al padre il giorno dopo la morte di quest'ultimo, il 9 luglio 1960. Fu incoronato il 17 luglio 1961 all'Istana Balai Besar a Kota Bharu.

## Elezione a Vice Yang di-Pertuan Agong
Il sultano Yahya Petra servì come vice Yang di-Pertuan Agong dal 21 settembre 1970 al 20 settembre 1975.

## Elezione a Yang di-Pertuan Agong

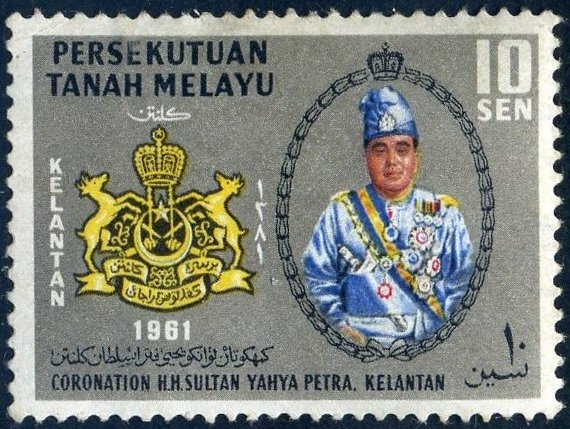
Francobollo dedicato all'incoronazione di Yahya Petra.

Durante le elezioni del sesto Yang di-Pertuan Agong (il re federale), i governanti più anziani, Abu Bakar di Pahang e Ismail di Johor, si rifiutarono di assumere l'importante incarico. Anche Yahya Petra rifiutò la nomina in un primo momento, a causa di un grave ictus che lo aveva colpito tempo prima. In seguito cambiò idea e fu regolarmente eletto. Il suo mandato cominciò il 21 settembre 1975.

## Regno
Il secondo primo ministro della Malesia, Abdul Razak Hussein, morì il 14 gennaio 1976, meno di quattro mesi dopo l'inizio del mandato del sultano Yahya Petra come Yang di-Pertuan Agong.

## Morte e funerale
Yahya Petra morì nel sonno, apparentemente per un attacco di cuore, all'Istana Negara il 29 marzo 1979. La salma rimase esposta nella residenza per un giorno, prima di essere portata in aereo a Kota Bharu, dove fu sepolta nel Mausoleo Reale.

## Vita personale
Il 4 giugno 1939 presso l'Istana Balai Besar di Kota Bharu sposò Tengku Zainab binti Tengku Sri Utama Raja Tengku Muhammad Petra. Dal matrimonio nacquero un figlio e cinque figlie
- Ismail Petra;
- Dato' Tengku Merjan;
- Dato' Tengku Rozan;
- Dato' Hajjah Tengku Sharifa Salwani;
- Tengku Rohani;
- Tengku Minasrul.[7]

In terze nozze sposò Tengku Alexandria binti Tengku Yusuf che gli diede un figlio, Tengku Muhammad Petra.
Non sono noti i nomi della seconda e della quarta moglie.

## Onorificenze[8]

### Onorificenze malesi
Personalmente è stato insignito dei titoli di: